# Линд, Ловиса
Ловиса Тура Ивонн Линд (швед. Lovisa Tora Yvonne Lindh; род. 9 июля 1991, Кунгэльв, Швеция) — шведская легкоатлетка, специализирующаяся в беге на 800 метров. Бронзовый призёр чемпионата Европы 2016 года. Четырёхкратная чемпионка Швеции. Участница летних Олимпийских игр 2016 года.

## Биография
Первый чемпионат страны в беге на 800 метров выиграла в 17 лет. Участвовала в юниорских первенствах мира и Европы, но не смогла пройти дальше предварительных забегов. В финале молодёжного чемпионата Европы финишировала седьмой.
Осенью 2013 года врачи обнаружили у неё симптомы миокардита. Только после четырёх месяцев лечения ей удалось вернуться к тренировкам. Летом 2014 года она заняла 12-е место в полуфинале на чемпионате Европы с личным рекордом 2.01,73.
На чемпионате мира в помещении 2016 года была третьей в своём предварительном забеге и не прошла в финал. Благодаря лучшему результату в карьере (2.00,37), показанному в финале чемпионата Европы, смогла завоевать бронзовую медаль континентального первенства.
Ещё один личный рекорд установила в полуфинале Олимпийских игр. В Рио-де-Жанейро Ловиса впервые пробежала 800 метров быстрее 2-х минут, но результата 1.59,41 не хватило для попадания в решающий забег.

## Основные результаты
| Год  | Турнир                          | Место проведения         | Дисциплина       | Место       | Результат |
| ---- | ------------------------------- | ------------------------ | ---------------- | ----------- | --------- |
| 2009 | Чемпионат Европы среди юниоров  | Нови-Сад, Сербия         | 800 м            | 8-е (заб.)  | 2.07,57   |
| 2010 | Чемпионат мира среди юниоров    | Монктон, Канада          | 800 м            | 33-е (заб.) | 2.10,51   |
| 2013 | Чемпионат Европы среди молодёжи | Тампере, Финляндия       | 800 м            | 7-е         | 2.08,99   |
| 2014 | Командный чемпионат Европы      | Брауншвейг, Германия     | 800 м            | 9-е         | 2.04,19   |
| 2014 | Командный чемпионат Европы      | Брауншвейг, Германия     | эстафета 4×400 м | 10-е        | 3.38,21   |
| 2014 | Чемпионат Европы                | Цюрих, Швейцария         | 800 м            | 12-е (1/2)  | 2.02,60   |
| 2015 | Командный чемпионат Европы      | Чебоксары, Россия        | 800 м            | 11-е        | 2.04,23   |
| 2015 | Командный чемпионат Европы      | Чебоксары, Россия        | эстафета 4×400 м | 10-е        | 3.35,80   |
| 2016 | Чемпионат мира в помещении      | Портленд, США            | 800 м            | 8-е (заб.)  | 2.03,44   |
| 2016 | Чемпионат Европы                | Амстердам, Нидерланды    | 800 м            | 3-е         | 2.00,37   |
| 2016 | Олимпийские игры                | Рио-де-Жанейро, Бразилия | 800 м            | 9-е (1/2)   | 1.59,41   |